# XMPP Standards Foundation
Die XMPP Standards Foundation (XSF) (vor 2007: Jabber Software Foundation, JSF) ist eine gemeinnützige Stiftung, die das XMPP-Protokoll spezifiziert und vorantreibt. Die XSF betreibt die Mailing-Listen, auf denen die Spezifikation des Protokolls als XMPP Extension Protocols erarbeitet werden. Der derzeitige XSF-Präsident Peter Saint-Andre hat sogleich das Amt des XEP Editors inne. Die XSF wird von Google, Hewlett-Packard, Jabber Inc. und weiteren unterstützt. Die XSF betreibt einen der größten  öffentlichen XMPP-Server, jabber.org.

## Ursprung: Das Jabber-Projekt
Das Jabber-Projekt ist ein Open-Source-Projekt das Anfang 1998 von Jeremie Miller gestartet wurde mit dem Ziel, eine freie Alternative zu damals aufstrebenden proprietären Instant-Messaging-Lösungen wie ICQ etc. zu schaffen.
Erstes Ziel war die Spezifikation und Dokumentation eines auf XML basierenden Protokolls, das heute als Jabber bekannt ist, sowie die freie erste Implementierung dessen. Der erste XMPP-Server jabberd wurde dann im Mai 2000 als erste ernstzunehmende Version veröffentlicht.

## Geschichte seit Gründung der XSF
- Im August 2001 wurde die Stiftung gegründet, um die Spezifikation instand zu halten und Erweiterungen des Protokolls (die XEPs) zu verwalten.[1]
- 2002 kamen einige Mitglieder der XSF zur XMPP working group zusammen, um das Protokoll als offiziellen Standard bei der IETF zu veröffentlichen. Erst 2004 geschah dies dann in Form von 4 RFCs.
- 2007 wurde die Jabber Software Foundation in XMPP Standards Foundation umbenannt.

## Organisation

### Board of Directors
Das „Board of Directors“ ist für die geschäftliche Leitung der XSF zuständig und besteht 2007–2008 aus folgenden Personen:
- Alexander Gnauck (Vorsitz)
- Jack Moffitt
- Mickaël Rémond

### Council
Das Council ist die technische Leitung der XSF. Das siebte XMPP Council (2007–2008) besteht aus folgenden Personen:
- Peter Saint-Andre (Vorsitz)
- Ralph Meijer
- Ian Paterson
- Kevin Smith
- Dave Cridland

### Mitglieder
Die XSF hat 51 gewählte Mitglieder, davon fünf „emeritierte“.